# Mano River Union
Die Mano River Union (MRU), auch französisch Union du Fleuve Mano, ist eine zwischenstaatliche Organisation in Westafrika, der die Länder Elfenbeinküste, Guinea, Liberia und Sierra Leone angehören. Ihr Name ist vom Mano, dem Grenzfluss zwischen den beiden Gründungsstaaten Liberia und Sierra Leone, abgeleitet. Generalsekretär ist (Stand August 2025) Simeon Moibah. Hauptsitz der MRU ist Freetown, die Hauptstadt Sierra Leones. Zudem befinden sich Büros in Conakry (Guinea), Monrovia (Liberia) und in Abidjan (Elfenbeinküste).

## Geschichte
Die MRU wurde ursprünglich 1973 in Sierra Leone gegründet, 1980 trat ihr Guinea bei. Während der Bürgerkriege in Liberia und Sierra Leone stellte sie ihre Tätigkeit ein. Am 20. Mai 2004 wurde in Guinea die MRU neu gegründet und 2008 trat auch die Elfenbeinküste der Organisation bei.

## Tätigkeit
Aufgabe der MRU ist die wirtschaftliche Stärkung der Region, der Wahrung von Frieden und Sicherheit der Förderung der Sozial- und Kulturentwicklung und gute Regierungsführung. Dabei liegt die Schwerpunktarbeit bei der Jugendentwicklung, dem Gesundheitssektor und der Ausbildungsförderung.

## Kennzahlen der Mitgliedstaaten
| # | Staat          | Hauptstadt   | Bevölkerung | Fläche (in km²) | BIP (Milliarden US-Dollar, KKP) | BIP/Kopf (USD, real) | Amtssprache |
| - | -------------- | ------------ | ----------- | --------------- | ------------------------------- | -------------------- | ----------- |
| 1 | Elfenbeinküste | Yamoussoukro | 29.981.758  | 322.463         | 215,018                         | 6700                 | Französisch |
| 2 | Guinea         | Conakry      | 13.986.179  | 245.857         | 59,439                          | 4000                 | Französisch |
| 3 | Liberia        | Monrovia     | 5.437.249   | 111.369         | 9,308                           | 1700                 | Englisch    |
| 4 | Sierra Leone   | Freetown     | 9.121.049   | 71.740          | 26,728                          | 3100                 | Englisch    |